# Silverhill
Silverhill är en stad i Baldwin County i Alabama i USA, grundad 1897 av Oscar Johnson, C. O. Carlson och C. A. Valentin, från Chicago. Oscar Johnson kom från Dalarna i Sverige. Marken förvärvades genom köp från mr Harford. Skandinaviska bosättare kom sedan till Silverhill från flera olika delar av USA.

## Utbildning
Silverhill ingår i Baldwin Countys allmänna skolor. Silverhill har en skola, Silverhill Elementary School, där barn går från förskola till sjätte klass. Eleverna fortsätter sedan till Central Baldwin Middle School (7–8) och Robertsdale High School (9–12), vilka båda ligger i Robertsdale.

### Fotnoter
1. ↑  Vignettes of Baldwin County  (Gulf Telephone Company. 1983)
2. ↑  Silverhill (Scandinavians in Alabama)
3. ↑  History of Silverhill School  (skriven 26 februari 2000, till årliga Grundarnas dag-middagen) Arkiverad 11 juli 2011 hämtat från the Wayback Machine.